# Wakasa (provincie)

Mapa japonských provincií se zvýrazněnou provincií Wakasa

Provincie Wakasa (japonsky: 若狭国; Wakasa no kuni) byla stará japonská provincie ležící na pobřeží Japonského moře na ostrově Honšú. Na jejím území se dnes rozkládá jižní část prefektury Fukui. Sousedila s provinciemi Ečizen, Ómi, Tanba, Tango a Jamaširo. Provincie byla rovněž známá pod jménem Reinan (嶺南).
Starým hlavním městem provincie bylo Obama, které zůstalo hlavním hradním městem po celé období Edo.

## Historie
Před zavedením systému ricurjó (7.-8. století) byla provincie Wakasa součástí státu Jamato. Během tohoto období zde bylo založeno mnoho šintoistických svatyní a buddhistických chrámů. Wakasa zásobovala stát Jamato množstvím ryb a dalších mořských produktů, a proto byla nazývána „zemí jídla“.
Po zavedení systému ricurjó až do období Edo byly ryby z Wakasy, hlavně makrely, dováženy do Nary nebo Kjóta. Během období Edo se město Curuga stalo základnou lodí Kitamaebune, které spojovaly Ósaku s Hokuriku a Ezo na severu.

## Jaderné elektrárny
Dnes se v oblasti Wakasa nachází pět jaderných elektráren a Wakasa je proto považována za „centrum“ japonské jaderné energetiky.